# Koronás vöröslóri
A koronás vöröslóri (Eos histrio), korábban csak koronás lóri, a madarak (Aves) osztályába a papagájalakúak (Psittaciformes) rendjébe és a szakállaspapagáj-félék (Psittaculidae) családjába tartozó faj.

## Rendszerezése
A fajt Philipp Ludwig Statius Müller német zoológus és ornitológus írta le 1776-ban, a Psittacus nembe Psittacus histrio néven.

## Alfajai
- Eos histrio challengeri (Salvadori, 1891) - a Talaud-szigetek, mára kizárólag Karakelong szigetén él, a szigetcsoport többi tagjáról kihalt
- Eos histrio histrio (Statius Muller, 1776) - kihalt alfaj, korábban Sangir, Siau, és Ruang szigeteken élt

## Előfordulása
Indonézia területén, kizárólag a Celebesz szigetétől északra található Talaud-szigeteken honos. Korábban egyéb szigeteken, így Sangihe, Siau és Tagulandang szigetén is élt, de innen a 20. század elejére kihalt. 
Természetes élőhelyei a szubtrópusi és trópusi síkvidéki esőerdők, valamint ültetvények. Állandó nem vonuló faj.

## Megjelenése
Testhossza 31 centiméter, tettömege 150-185 gramm.
|  |

## Természetvédelmi helyzete
Az elterjedési területe kicsi, egyedszáma 5500–14000 példány közötti és csökken. A Természetvédelmi Világszövetség Vörös listáján veszélyeztetett fajként szerepel. A vadon élő állatok kereskedelmi forgalmát szabályozó CITES lista első mellékletében szerepel.